# Bosqueiopsis gilletii
Bosqueiopsis gilletii là một loài thực vật có hoa trong họ Moraceae. Loài này được De Wild. & T.Durand mô tả khoa học đầu tiên năm 1901.